# Гаручава, Валериан Силибистрович
Валериан Силибистрович Гаручава (1925 год, село Багдади, Кутаисский уезд, Кутаисская губерния, ССР Грузия) — звеньевой колхоза имени Берия Маяковского района, Грузинская ССР. Герой Социалистического Труда (1949).

## Биография
Родился в 1925 году в крестьянской семье в cеле Багдади (сегодня — город Багдати) Кутаисского уезда. Трудовую деятельность начал в годы Великой Отечественной войны. Трудился на виноградниках колхоза имени Берия Кутаисского района. В послевоенное время возглавлял виноградарское звено.
В 1948 году звено под его руководством собрало в среднем с каждого гектара по 109,5 центнера винограда шампанских вин на участке площадью 3 гектара. Указом Президиума Верховного Совета СССР от 9 августа 1949 года удостоен звания Героя Социалистического Труда за «получение высоких урожаев винограда в 1948 году» с вручением ордена Ленина и золотой медали «Серп и Молот» (№ 4305).
Этим же Указом званием Героя Социалистического Труда были также награждены труженики колхоза имени Берия бригадир Митрофан Александрович Ебаноидзе, звеньевые Илья Иванович Вашакидзе и Дмитрий Ильич Хизанейшвили (лишён звания в 1953 году).
В последующие годы показывал высокие трудовые результаты, за что награждался правительственными наградами, медалями и в 1981 году — Орденом Трудового Красного Знамени.
С 1986 года — персональный пенсионер союзного значения. Проживал в городе Маяковский (до 1990 года — город Багдати).
Награды
- Герой Социалистического Труда
- Орден Ленина
- Орден Трудового Красного Знамени (26.02.1981)
- Медаль «За трудовую доблесть» (02.04.1966)